# Vicky Uslé
Victoria Uslé Civera (Santander, Cantabria, 1981), más conocida como Vicky Uslé, es una artista española. En 2017, fue galardonada con el IV Premio Adquisición de la Fundación Cañada Blanch (FCB). Es una artista que se desarrolla en el ámbito de la pintura abstracta.

## Trayectoria
Nació en Santander, capital de Cantabria, en 1981. Es hija de los artistas Victoria Civera, y Juan Uslé, por lo que estuvo en contacto con caballetes, pintura y pinceles desde pequeña. Sus progenitores se formaron en la Real Academia de Bellas Artes de San Carlos de Valencia, donde se conocieron y, a partir de entonces, desarrollaron de forma conjunta su vida personal y artística.
Uslé se licenció en Bellas Artes en la Escuela de Diseño de Rhode Island, en Providence (Estados Unidos), en 2003. Se le define como artista de "pintura en movimiento" y da la misma importancia al proceso creativo de la obra como a la obra finalizada. Uslé entiende la pintura como un "espacio para la reflexión". Uslé ha participado como artista en varias ediciones de la feria de arte Arco.
Con trayectoria internacional, además de en España, Uslé ha expuesto de manera individual en países como Alemania, Bélgica o Estados Unidos y de manera colectiva en una treintena de ocasiones en lugares como Italia, China, Japón o Austria.
Reside en Sarón y Nueva York (Estados Unidos), aunque sigue vinculada a Sagunto, en Valencia, por su madre.

## Reconocimientos
En 2016, Uslé fue la encargada de diseñar la portada 1500 de la revista XLSemanal. Al año siguiente, en 2017, estando vinculada a la galería Espai Tactel de Valencia, fue galardonada en la cuarta edición del Premio Adquisición de la Fundación Cañada Blanch. Este premio pretende incentivar la creación artística y el tejido cultural valenciano mediante la organización de una exposición y posterior adquisición de una obra que pasa a formar parte de la colección de la fundación.
Su obra fue una de las 26 seleccionadas por las 13 galerías de arte que integran la Asociación de Galerías de Arte Contemporáneo de la Comunidad Valenciana. La muestra se exhibió del 7 al 23 de abril, con la colaboración de la Universidad Politécnica de Valencia, en la sala Acadèmia del Centre Cultural 'La Nau'. Una de sus obras pertenece a la colección del Museo Nacional Centro de Arte Reina Sofía de Madrid.